# Che ci faccio qui?
Che ci faccio qui? (What Am I Doing Here, 1988) è un libro dell'autore inglese Bruce Chatwin e consiste di una serie di saggi e racconti di viaggi della sua vita. Fu l'ultimo libro pubblicato mentre Chatwin era in vita, e proprio dalla sua vita prende molti spunti, quali il trekking in Nepal, l'andare in barca a vela per il Volga e l'aver fatto un film con Werner Herzog.
Questo libro costituisce la sintesi della produzione letteraria di Bruce Chatwin. Ritroviamo al suo interno l'intera gamma dei temi tipici della trattazione a lui cara, prima tra tutte quelli del viaggio e della migrazione, che vengono affrontati in tutti i loro aspetti (sociologici e scientifici oltre che naturalmente artistico-letterari). Il nucleo principale dell'opera affronta il tema dell'Africa, uno dei tòpoi prediletti di Chatwin, vista attraverso le sue contraddizioni e le difficoltà ad emergere dalla sua situazione endemica di sottosviluppo; tuttavia l'analisi dell'autore non è affatto quella di un freddo cronista, quanto piuttosto la testimonianza partecipe e sempre pronta a stupirsi di un viaggiatore antico (tant'è che spesso Chatwin parla di Montaigne e di Ibn Battuta come dei suoi imprescindibili modelli). Un'altra componente significativa del romanzo è riferita alle interviste dell'autore a vari personaggi pubblici, appartenenti ai più svariati ambiti (politici, culturali, ecc..), del calibro di Charles de Gaulle e Nadežda Mandel'štam, risalenti al periodo in cui Chatwin collaborava con la rivista Vogue.